# Lăng Quang Trung
Lăng Quang Trung là nơi án táng hoàng đế Quang Trung (1753-1792) vốn bị vua Gia Long cho phá hủy là địa điểm không được ghi chép rõ ràng trong lịch sử vì sự tồn tại ngắn ngủi của triều Tây Sơn sự bài bác của triều Nguyễn. Đến nay, theo các công trình nghiên cứu khác nhau, nhiều giả thuyết được đặt ra về lăng mộ này.

## Hoàn cảnh lịch sử
Tháng 9 dương lịch năm 1792, vua Quang Trung mất, con là Quang Toản lên nối ngôi, tức là Cảnh Thịnh đế. Khi đó nhà Tây Sơn đang đối đầu với lực lượng lớn mạnh trở lại của Nguyễn Ánh - người thừa kế ngôi chúa của họ Nguyễn ở Đàng Trong.
Thời Cảnh Thịnh, triều đình Tây Sơn sinh ra lục đục. Nguyễn Ánh nhân thời cơ đó kéo ra đánh bại nhà Tây Sơn. Mười năm sau ngày Quang Trung qua đời, nhà Tây Sơn mất chủ quyền. Để trả thù nhà Tây Sơn, Nguyễn Ánh đã sai đào và san phẳng mộ Nguyễn Huệ và Nguyễn Nhạc, tán hài cốt thành bột nhồi thuốc súng bắn và bỏ xương sọ vào vò, giam cầm trong ngục tối. Người đời thương tiếc nhà Tây Sơn gọi là "Ông Vò". Do sự thù hằn của nhà Nguyễn, nhiều chứng tích về Nguyễn Huệ và nhà Tây Sơn, trong đó có lăng mộ của ông, được xem là đã bị phá huỷ. Một số công trình nghiên cứu gần đây của các nhà chuyên môn muốn nêu ra các giả thuyết về việc an táng ông.

## Mộ giả
Sau khi Quang Trung mất (16-9-1792 dương lịch), các triều thần sai sứ sang Nhà Thanh dâng biểu giả rằng Mộ vua được chôn tại Tây Hồ gần Bắc Thành để bày tỏ sự "trung thành" với Nhà Thanh. Vua Càn Long tưởng thật tặng tên hiệu cho ông là Trung Thuần, lại thân làm một bài thơ viếng và cho một pho tượng, 300 lạng bạc để sửa sang việc tang. Cả triều thần nhà Thanh được lệnh làm lễ truy điệu vua Quang Trung. Sứ nhà Thanh sai quan án sát Quảng Tây là Thành Lâm đến tận mộ ở Linh Đường (mộ giả) thuộc huyện Thanh Trì (Hà Nội) để viếng và đọc văn tế. Trong văn tế có câu:
| “ | Chầu ngôi Nam cực, Lòng trung nghĩa hết đạo thờ vua Chôn đất Tây hồ | ” |

## Các giả thuyết về mộ thật

### Lăng Đan Dương
Việc xây lăng và đắp mộ cho Quang Trung là một việc lớn, Triều Tây Sơn thực hiện hết sức bí mật vì những lý do chính trị lúc đó . Ngô Thì Nhậm, một triều thần nhà Tây Sơn vào thời gian này, trong bài Cảm Hoài cho biết Quang Trung có một cung điện tên là Đan Dương, được xây trong một vùng rừng núi được chọn làm nơi đặt thi hài của ông:
| “ | Cung điện Đan Dương là sơn lăng phụng chứa bảo y tiên hoàng ta | ” |

Vị trí của Đan Lăng nằm ở đâu hiện nay không có chút tư liệu xác thực nào còn lưu lại.

### Phủ Dương Xuân
Một số nghiên cứu của nhà nghiên cứu Nguyễn Đắc Xuân gần đây cho rằng Lăng Đan Dương (hay Đan Lăng) nằm gần chùa Thiền Lâm, gần nơi làm việc thái sư nhà Tây Sơn Phan Huy Ích. Thêm vào đó, khi Ngọc Hân mất để thực hiện nguyện vọng của bà là được chôn cùng Quang Trung. Trong điều văn của bà có câu: "Bên Đan Lăng quanh quất mạch liên châu". Từ những lời chỉ dẫn của hai cận thần nhà Tây Sơn và nghiên cứu địa hình Phú Xuân, ông Nguyễn Đắc Xuân cho rằng Đan Lăng nằm gần Phủ Dương Xuân, mà hiện nay có thể nằm ở ấp Bình An, Thành phố Huế.

### Lăng Ba Vành
Một số nguồn khác, nhà nghiên cứu Trần Viết Điền cho rằng lăng của Vua Quang Trung nằm ở vị trí của Lăng Ba Vành ở làng Cư Chánh, ngoại ô Huế. Cùng với việc công bố công trình nghiên cứu về Lăng Ba Vành, ông Trần Viết Điền cũng nghiên cứu độ tin cậy của các giả thuyết về lăng mộ Vua Quang Trung. Qua bài phản biện về giả thuyết của ông Nguyễn Đắc Xuân, ông Trần Viết Điền đã đưa ra những đánh giá của mình về độ tin cậy của giả thuyết Nguyễn Đắc Xuân.

### Núi Khuân Sơn
Giả thuyết này dựa vào một bài thơ "Kiến Quang Trung linh cữu" (Thấy linh cữu vua Quang Trung) của người đương thời là Lê Triệu (1771-1846), quê ở Lệ Trung, Đại Trung, Hoằng Hóa, Thanh Hóa:
| “ | Trấp niên sất sá tẩu phong vân Như thử anh hùng cổ hãn văn Hàm Dã độc Lưu thiên vạn cốt "Khuân Sơn" hoạ tại bách niên phần Không hàm chỉ chỉ thiên thu hận Cô phụ đường đường bát xích thân Quang cảnh nhất ban thành phấn mị Linh nhân chung cổ tiếu Doanh Tần! | ” |

Dịch thơ (Hồng Phi phiên âm và dịch):
| “ | Bao năm thét mắng át phong vân Đủ thấy anh hùng - bậc vĩ nhân Hàm Đan hận vùi muôn vạn xác "Khuân Sơn" phần mộ hoạ trăm năm Ngậm hờn chỉ trích ngàn thu hận Nỡ phụ đường đường tám thước thân Quang cảnh thảy đều thành cát bụi Khiến đời muôn thuở cợt Doanh Tần! | ” |

Bài thơ ý miêu tả rắng tác giả đã từng đến viếng Quang Trung tại núi "Khuân Sơn". Núi Khuân Sơn ở phía nam huyện Phong Điền, Thừa Thiên Huế.

### Bình Thuận
Một ngôi mộ khác ở xã Hàm Thắng, huyện Hàm Thuận Bắc, tỉnh Bình Thuận cũng được nhiều người tin rằng đó mới chính là mộ của Quang Trung Hoàng đế. Theo đó, do sợ triều Nguyễn phát hiện nên mộ vua được an táng kín đáo trong một khu rừng già, cách xa biển và khu dân cư. Để giữ bí mật, hoàng hậu Lê Ngọc Hân không cho đặt bức tượng nào cạnh mộ vua. Trải qua bao đời, người địa phương gọi ngôi mộ này là "Mả ông Duông", do phát âm trại từ "Mả ông Vua".

### Giả thuyết lăng mộ vẫn còn nguyên
Một số nghiên cứu lại sử Nhà Nguyễn (nguồn mô tả việc phá lăng nhiều nhất) gần đây chỉ ra rằng: lăng mộ vua Quang Trung có thể vẫn còn nguyên vẹn, vị vua đầu triều nhà Nguyễn là Gia Long vẫn chưa quật phá mộ của Quang Trung vì tình thế lịch sử.